# Astra Asigurări
Asigurare-Reasigurare Astra, cunoscută și ca Astra Asigurări, a fost o companie de asigurări din România.
Acționariatul a fost format din The Nova Group Investments România - 72,68%, Epsilon Estate Provider - 27,02% și multe persoane fizice și juridice, cu o participație reprezentând 0,3% din capitalul social.
Astra a fost listată pe piața Rasdaq a Bursei de Valori București.
Compania a înregistrat în anul 2009 un volum al primelor brute subscrise totale în sumă de 191 milioane euro și un profit net de 1,4 milioane euro.
În anul 2002, valoarea primelor brute încasate a fost de 25 milioane dolari.
Compania deschide în noiembrie 2010, pe piața ungurească, prima sucursală din străinătate a unei companii românești de asigurări.
În aprilie 2016, Curtea de Apel București a dispus intrarea în faliment a societății.

## Istoric
Astra Asigurări a fost creată în 1990 prin ruperea din fosta ADAS (Administrația Asigurărilor de Stat) - monopolul asigurărilor înainte de Revoluție.
Astra Asigurări a preluat divizia de reasigurări a fostului ADAS și rămăsese în 2000 singura companie de asigurări de stat.
Una din ultimele companii privatizate de fostul Fond al Proprietății de Stat (în noiembrie 2002), Astra a făcut ulterior obiectul unor procese de contestare a privatizării, de contestare a licitației și de contestare a contestării licitației.
Acest statut incert a fost folosit pentru devalizarea companiei de aproape 18 milioane dolari printr-o rețea construită în jurul grupului Gelsor (fondat de omul de afaceri Sorin Ovidiu Vântu), care a inclus Banca Română de Scont și Banca de Investiții și Dezvoltare.
Astra a scos din conturi 8 milioane dolari pe care i-a transferat la Banca Română de Scont și Banca de Investiții și Dezvoltare, ca garanție a unui credit acordat de aceste bănci pentru o afacere cu cuarț în Transilvania.
În cele din urmă, compania a intrat, la mijlocul anului 2002, în proprietatea omului de afaceri Dan Adamescu, care deține, printre altele, magazinul Unirea Shopping Center, societatea de construcții Mega Construct și imobilul de birouri International Business Center.

## Controverse
Conform ziarului Jurnalul Național, Astra Asigurări a împrumutat ziarul România liberă cu 23,5 milioane de euro, folosind ilegal fondurile provenite din încheierea de către clienți a polițelor de asigurare.